# Betonoza

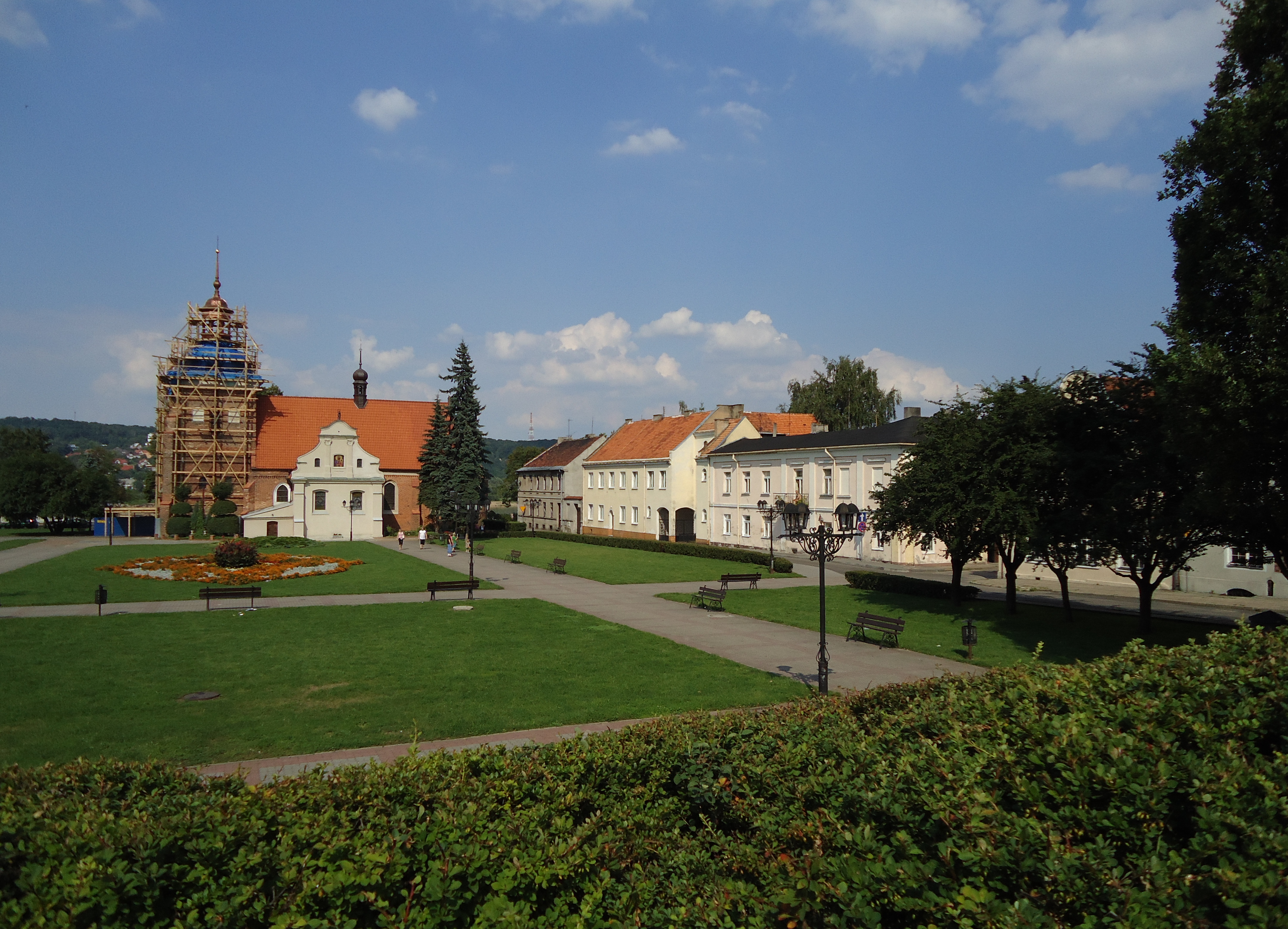
Stary Rynek we Włocławku przed rewitalizacją

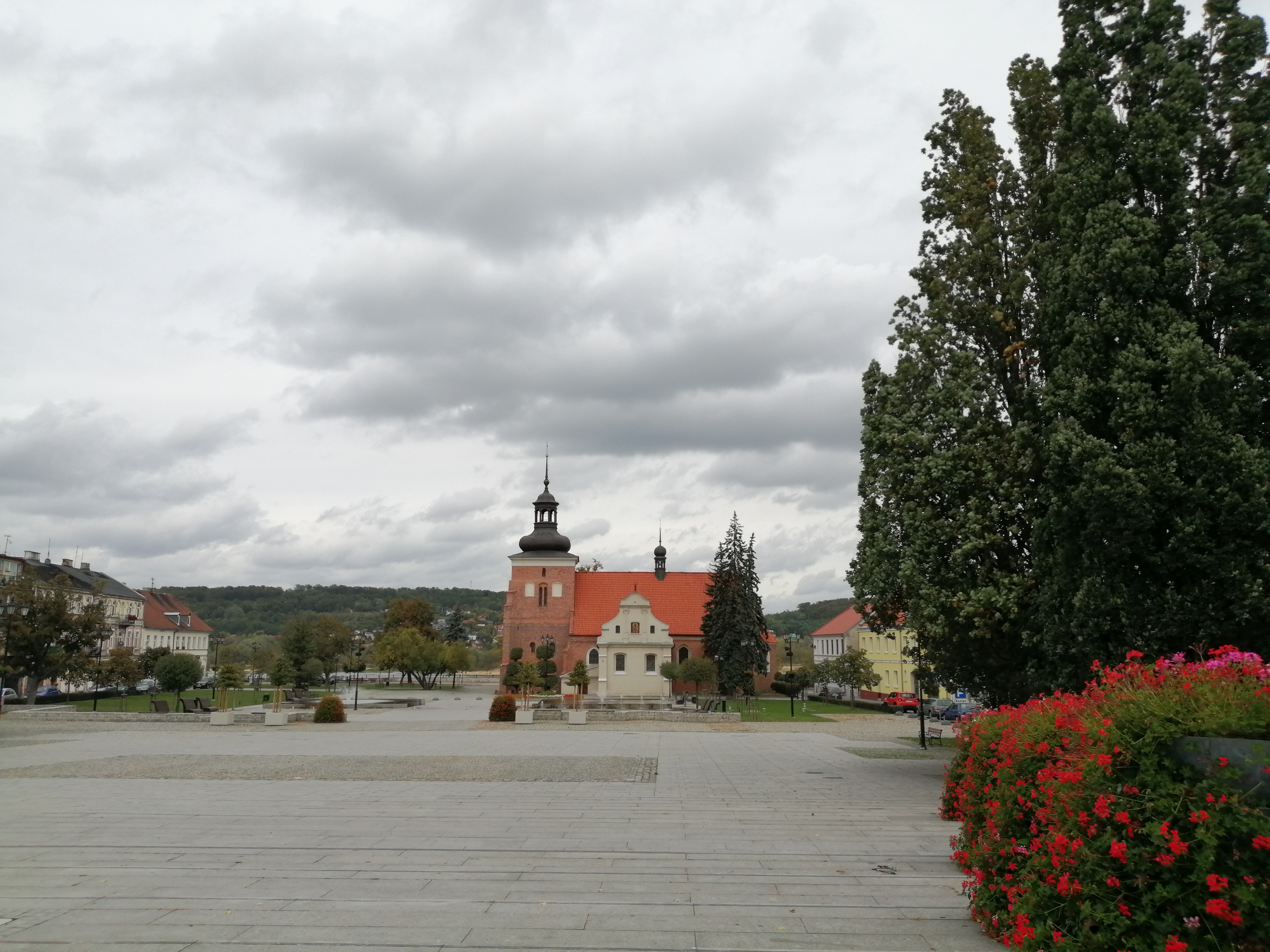
Stary Rynek we Włocławku po rewitalizacji

Betonoza – określenie stosowane wobec przestrzeni publicznych, w których zastosowano beton i/lub wyroby betonowe w ilościach nadmiarowych, co często wiąże się z likwidacją miejskiej zieleni i tym samym jej zalet dla miasta (np. zacienienie, obniżenie temperatury).
Pojęcie to zostało wymyślone przez Jakuba Madrjasa, rozpowszechnione zaś przez Jana Mencwela, który podczas fali upałów w czerwcu 2019 zapoczątkował na Twitterze wrzucanie zdjęć miejskich rynków, gdzie w ramach rewitalizacji zieleń zastąpiono twardą nawierzchnią (dotyczy to także pomników przyrody). Pierwszy człon słowa łączy się z betonem, jako przeciwieństwem natury, zaś drugi z nazwami chorób (np. skleroza).
Poza obiegiem medialnym, pojęcie jest obecne także w dyskursie eksperckim oraz naukowym.